# Эскадренные миноносцы типов E и F
Эскадренные миноносцы типов E и F — типы эскадренных миноносцев, состоявшие на вооружении Королевских ВМС Великобритании в 1930-е годы и в период Второй мировой войны. Пятая и шестая серии британских межвоенных серийных эсминцев (т. н. «стандартные» эсминцы). Два корабля — HMS Exmouth и HMS Faulknor были спроектированы и построены в качестве лидеров флотилий и отличались от серийных единиц усиленным артиллерийским вооружением и несколько большей скоростью. Корабли приняли активное участие в морских операциях Второй мировой войны, в ходе которой погибло 9 эсминцев обоих типов, в том числе один лидер флотилии. Ещё один эсминец (HMS Fury) не восстанавливался после тяжёлых повреждений в результате подрыва на мине. В ходе войны три корабля (HMS Express, HMS Fortune и HMS Foxhound) были переданы КВМФ Канады, один (HMS Echo) — ВМФ Греции и после войны ещё один (HMS Fame) — ВМФ Доминиканской Республики. Оставшиеся в строю КВМФ Великобритании единицы вскоре после окончания боевых действий были выведены из состава флота и проданы на слом.

## История создания и особенности конструкции

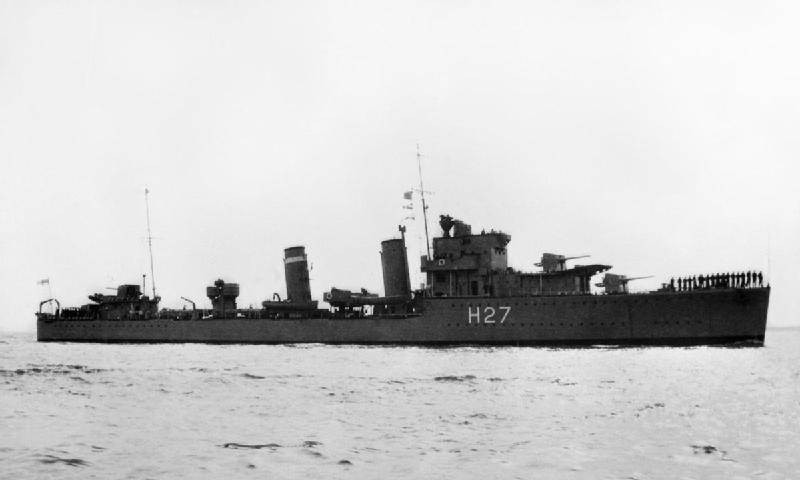
Эскадренный миноносец HMS Electra

Эскадренные миноносцы типов E и F представляли собой немного видоизмененный вариант предыдущих типов C и D. В частности, была усовершенствована форма корпуса, а также увеличено число котельных отделений, которых стало 3 вместо двух на предыдущих типах. Это положительно отразилось на живучести кораблей.
Строились по программе 1931 года. Начиная с данной программы эсминцы британского флота перестали разделяться на вооружённые преимущественно тральным либо противолодочным вооружением — эсминцы типа Е несли и то и другое.
Также их предполагалось оснастить оборудованием для постановки морских мин, но отсутствие опыта эксплуатации нового привода постановки мин заставило ограничиться оборудованием двух заградителей — HMS Express и HMS Esk. По причине того, что вооружение было расширено, возросло водоизмещение кораблей. Требования к скорости при этом не были снижены. Это и заставило конструкторов применить новые обводы корпуса.

Изменения коснулись и зенитного вооружения новых эсминцев. От 76-мм орудия отказались, но увеличили угол возвышения 120-мм орудий до 40 градусов, при этом во избежания ударов лотка о палубу при откате орудия на предельных углах возвышения была применена оригинальная конструкция палубной артиллерийской установки Mk. XVII:

«Вокруг установки в палубе имелся кольцевой колодец диаметром чуть более 2 м и глубиной примерно 35 см. При стрельбе по надводным целям он закрывался специальными металлическими щитами. При больших углах возвышения щиты снимались, что обеспечивало нормальный откат орудия с естественной балансировкой, устраняя риск удара зарядного лотка о палубу. Эта конструкция впоследствии вызвала ряд критических замечаний из-за своей непрактичности, однако использовалась на эсминцах трех типов, вплоть до типа G»
Кроме того, в состав зенитного вооружения входили также два четырёхствольных 12,7-мм пулемёта, практически бесполезных в условиях существенно возросшей угрозы воздушных атак.
В качестве лидеров флотилий эсминцев типов E и F были спроектированы и построены корабли HMS Exmouth и HMS Faulknor соответственно. В отличие от эсминцев предыдущих серий, в рамках которых лидеры флотилий несущественно отличались от серийных кораблей и были максимально с ними унифицированы, лидеры типов E и F имели усиленное артиллерийское вооружение (пять 120-мм орудий против четырёх на серийных единицах) и могли развивать несколько большую скорость — 36,75 узлов против 36.
По-существу, Exmouth и Faulknor представляли собой улучшенный тип лидера HMS Codrington с увеличенным запасом топлива, большей на 0,5 узла скоростью и лучшей манёвренностью.

### Энергетическая установка

#### Главная энергетическая установка
Главная энергетическая установка включала в себя три трёхколлекторных Адмиралтейских котла с пароперегревателями и два турбозубчатых агрегата Парсонса с одноступенчатыми редукторами. Три турбины (высокого, низкого давления и крейсерского хода) и редуктор составляли турбозубчатый агрегат. Размещение ГЭУ — линейное.
Рабочее давление пара — 300 фунтов на квадратный дюйм (21 кгс/см², 20,4 атм.), температура — 315 °C.

#### Дальность плавания и скорость хода
Проектная мощность составляла 36 000 л. с., что должно было обеспечить скорость хода (при полной нагрузке) в 31,5 узла, при неполной нагрузке — 35,5 узла.
Запас топлива хранился в топливных танках, вмещавших 470 («Esk» — 480 дл. т)дл. тонн мазута, наличие турбин крейсерского хода обеспечивало дальность плавания 6840 миль 12-узловым ходом, 6350 миль 15-узловым ходом, 4290 (4390) миль 20-узловым. Дальность плавания на полном ходу составляла порядка 1285 миль.

### Вооружение

#### Артиллерия главного калибра
Артиллерия главного калибра состояла из четырёх 120-мм орудий Mark IX с длиной ствола 45 калибров на установках CP XVII. Максимальный угол возвышения 40°, снижения 10°. Масса снаряда 22,7 кг, начальная скорость 807 м/с, максимальная дальность 15 520 м. Орудия обладали скорострельностью 10 — 12 выстрелов в минуту. Боезапас включал в себя 200 выстрелов на ствол.

#### Зенитное вооружение
Зенитное вооружение первоначально составляли пара счетверённых 12,7-мм пулемёта. Боезапас включал в себя 10 000 патронов на установку.

#### Торпедное вооружение
Торпедное вооружение включало в себя два 533-мм четырёхтрубных торпедных аппарата Q.R.Mk.VI у типа E и Q.R.Mk.VI* у типа F.

#### Противолодочное вооружение
Противолодочное вооружение состояло из гидролокатора, бомбосбрасывателя, двух бомбомётов, двадцати глубинных бомб.

## Служба и модернизации

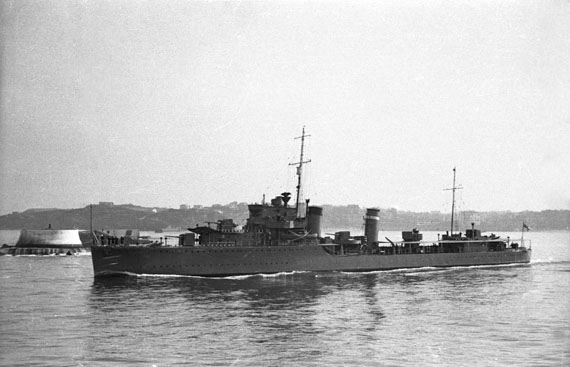
Exmouth во время визита в порт Бильбао, 1936 год

Все эсминцы типов E и F приняли участие в боевых действиях Второй мировой войны. С течением времени корабли проходили модернизацию, направленную поначалу в основном на усиление зенитного вооружения. Так, на всех эсминцах, кроме HMS Escort, один четырёхтрубный торпедный аппарат был заменён на 76-мм орудие. Кроме того, устанавливались 20-мм зенитные автоматы, их число варьировало от 1 до 4 на разных единицах. К концу войны уцелевшие корабли выполняли функции эскортных миноносцев с вооружением, состоящим из трёх 120-мм орудий, 6 20-мм автоматов, одного четырёхтрубного 533-мм торпедного аппарата, бомбомёта «Сквид» и 60 глубинных бомб. HMS Express и HMS Esk были переоборудованы в минные заградители и несли по два 120-мм орудия, от 60 до 72 морских мин и не имели торпедного вооружения. Faulknor, в отличие от своего собрата-лидера, доживший до конца войны, нёс три 120-мм орудия, одно 76-мм зенитное орудие, один четырёхствольный «пом-пом», шесть 20-мм автоматов, восемь 533-мм торпедных аппаратов и 38 глубинных бомб. Экипаж возрос до 201 человека.
В ходе боевых действий погибло 9 эсминцев обоих типов, в том числе лидер флотилии — Exmouth. Ещё один эсминец (HMS Fury) не восстанавливался после тяжёлых повреждений в результате подрыва на мине. Три корабля (HMS Express, HMS Fortune и HMS Foxhound) в 1943 — 1944 были переданы КВМФ Канады и переименованы соответственно в HMCS Gatineau, HMCS Saskatchewan и HMCS Qu’Appelle. HMS Echo в 1944 году передан ВМФ Греции и переименован в «Navarinon». Уже после окончания войны, в 1949 году ещё один эсминец (HMS Fame), был передан ВМФ Доминиканской Республики. Оставшиеся в строю КВМФ Великобритании лидер и эсминцы типов E и F вскоре после окончания боевых действий были выведены из состава флота и проданы на слом.

## Список эсминцев типа E[3][9]

### Лидер флотилии
| Номер вымпела | Название    | Верфь-строитель       | Дата закладки | Дата спуска на воду | Дата вступления в состав флота | Дата вывода из состава флота/гибели | Судьба                                                                            |
| ------------- | ----------- | --------------------- | ------------- | ------------------- | ------------------------------ | ----------------------------------- | --------------------------------------------------------------------------------- |
| H02           | HMS Exmouth | HM Dockyard, Портсмут | 15 мая 1933   | 30 января 1934      | октябрь 1934                   | 21 января 1940                      | Потоплен германской подводной лодкой U-22 в заливе Мори-Ферт, Северная Шотландия. |

### Серийные корабли
| Номер вымпела | Название      | Верфь-строитель                                     | Дата закладки | Дата спуска на воду | Дата вступления в состав флота | Дата вывода из состава флота/гибели | Судьба |
| ------------- | ------------- | --------------------------------------------------- | ------------- | ------------------- | ------------------------------ | ----------------------------------- | --- |
| H23           | HMS Echo      | William Denny and Brothers, Дамбартон               | 20 марта 1933 | 16 февраля 1934     | октябрь 1934                   | 1956                                | В 1944 передан КВМФ Греции (переименован в «Navarinon»), в 1956 возвращён Великобритании, разобран на металл.                           |
| H08           | HMS Eclipse   | William Denny and Brothers, Дамбартон               | 22 марта 1933 | 12 апреля 1934      | декабрь 1934                   | 23 октября 1943                     | Погиб в результате подрыва на мине восточнее острова Калимнос, Греция                                                                   |
| H27           | HMS Electra   | Hawthorn Leslie and Company, Хебберн                | 15 марта 1933 | 15 февраля 1934     | сентябрь 1934                  | 27 февраля 1942                     | Потоплен артогнём японского эсминца «Asagumo» в Яванском море                                                                           |
| H10           | HMS Encounter | Hawthorn Leslie and Company, Хебберн                | 15 марта 1933 | 29 марта 1934       | ноябрь 1934                    | 1 марта 1942                        | Затоплен экипажем после тяжёлых повреждений, нанесённых артогнём японских тяжёлых крейсеров «Ashigara» и «Myoko» в Яванском море        |
| H17           | HMS Escapade  | Scotts Shipbuilding and Engineering Company, Гринок | 30 марта 1933 | 30 января 1934      | сентябрь 1934                  | 1946                                | Выведен из состава флота, разобран на металл.                                                                                           |
| H66           | HMS Escort    | Scotts Shipbuilding and Engineering Company, Гринок | 30 марта 1933 | 29 марта 1934       | ноябрь 1934                    | 11 июля 1940                        | Затонул при буксировке после повреждений, полученных в результате торпедирования итальянской подводной лодкой «Marconi» севернее Алжира |
| H15           | HMS Esk       | Swan Hunter, Уоллсенд                               | 23 марта 1933 | 19 марта 1934       | октябрь 1934                   | 1 сентября 1940                     | Затонул на следующий день после подрыва на мине у побережья Голландии                                                                   |
| H61           | HMS Express   | Swan Hunter, Уоллсенд                               | 23 марта 1933 | 29 мая 1934         | ноябрь 1934                    | 1946                                | В 1943 передан КВМФ Канады, переименован в HMCS Gatineau, выведен из состава флота, разобран на металл.                                 |

## Список эсминцев типа F[3][9]

### Лидер флотилии
| Номер вымпела | Название     | Верфь-строитель                | Дата закладки | Дата спуска на воду | Дата вступления в состав флота | Дата вывода из состава флота/гибели | Судьба                                        |
| ------------- | ------------ | ------------------------------ | ------------- | ------------------- | ------------------------------ | ----------------------------------- | --------------------------------------------- |
| H62           | HMS Faulknor | Yarrow Shipbuilders, Скотстаун | 31 июля 1933  | 12 июня 1934        | май 1935                       | 1946                                | Выведен из состава флота, разобран на металл. |

### Серийные корабли
| Номер вымпела | Название      | Верфь-строитель                                | Дата закладки   | Дата спуска на воду | Дата вступления в состав флота | Дата вывода из состава флота/гибели | Судьба |
| ------------- | ------------- | ---------------------------------------------- | --------------- | ------------------- | ------------------------------ | ----------------------------------- | --- |
| H78           | HMS Fame      | Parsons Marine Steam Turbine Company, Уоллсенд | 5 июля 1933     | 28 июня 1934        | апрель 1935                    | 1949                                | Передан Доминиканской Республике, переименован в «Generalisimo»                                                               |
| H67           | HMS Fearless  | Cammell Laird, Биркенхед                       | 17 июля 1933    | 12 мая 1934         | декабрь 1935                   | 23 июля 1941                        | Тяжело поврежден итальянской авиаторпедой, оставлен экипажем, добит эсминцем HMS Forester в 50 милях северо-западнее мыса Бон |
| H79           | HMS Firedrake | Parsons Marine Steam Turbine Company, Уоллсенд | 5 июля 1933     | 28 июня 1934        | май 1935                       | 16 декабря 1942                     | Потоплен германской подводной лодкой U-211 в Северной Атлантике в 600 милях южнее Исландии                                    |
| H68           | HMS Foresight | Cammell Laird, Биркенхед                       | 21 июля 1933    | 29 июня 1934        | май 1935                       | 13 августа 1942                     | Тяжело поврежден итальянской авиаторпедой, оставлен экипажем, добит эсминцем HMS Tartar севернее Бизерты                      |
| H74           | HMS Forester  | J. Samuel White, Каус                          | 15 мая 1933     | 28 июня 1934        | март 1935                      | 1946                                | Исключен из списков флота |
| H70           | HMS Fortune   | John Brown & Company, Клайдбанк                | 25 июля 1933    | 29 августа 1934     | апрель 1935                    | 1946                                | 31 мая 1943 передан КВМФ Канады, переименован в HMCS Saskatchewan, в 1946 исключен из списков флота                           |
| H69           | HMS Foxhound  | John Brown & Company, Клайдбанк                | 21 августа 1933 | 12 октября 1934     | июнь 1935                      | 1948                                | 8 февраля 1944 передан КВМФ Канады, переименован в HMCS Qu’Appelle, в 1948 исключен из списков флота                          |
| H76           | HMS Fury      | J. Samuel White, Каус                          | 19 мая 1933     | 10 сентября 1934    | май 1935                       | 1944                                | 21 июня 1944 тяжело поврежден при подрыве на мине у побережья Нормандии, не восстанавливался                                  |